# Psacalium pinetorum
Psacalium pinetorum là một loài thực vật có hoa trong họ Cúc. Loài này được (Standl. & Steyerm.) Cuatrec. miêu tả khoa học đầu tiên năm 1955.